# 喉頭隆起削除術
喉頭隆起削除術（こうとうりゅうきさくじょじゅつ）とは、喉頭隆起を削る手術である。

## 解説
性同一性障害を持った男性が受けることが多く、喉頭隆起を削る手術である。性同一性障害を持っていない人でも性別問わず、目立たないよう削ることも可能である。
方法としては、部分麻酔で喉の皮膚を3センチほど切断し、喉頭隆起を削り手術を終える。手術後1週間後で傷か目立ちにくくなり、1年から2年もすればほとんど目立たなくなる。

## 費用
喉頭隆起削除術では50万円前後の費用で受けることができるが、最近は医療手当を受けることもできるようになっている。